# Liste der Naturdenkmale in Seinsfeld
Die Liste der Naturdenkmale in Seinsfeld nennt die im Gemeindegebiet von Seinsfeld ausgewiesenen Naturdenkmale (Stand 13. April 2024).

## Naturdenkmale
| Nr.         | Bezeichnung                                             | Lage                                                           | Beschreibung            | Bild            |
| ----------- | ------------------------------------------------------- | -------------------------------------------------------------- | ----------------------- | --------------- |
| ND-7232-485 | Eichen entlang des Wassergrabens bei der Burg Seinsfeld | nordwestlich des Ortes und südwestlich von Burg Seinsfeld Lage | Quercus sp., vier Bäume | Fotos hochladen |